# Бурдиков, Михаил Геннадьевич
Михаи́л Генна́дьевич Бу́рдиков (19 ноября 1938, Акулово, Любимский район, Ярославская область, РСФСР — 8 февраля 2013, Кстово, Нижегородская область, Россия) — советский и российский тренер по самбо, заслуженный тренер СССР.

## Биография
Окончил техническое училище № 7 Ярославского судостроительного завода. Работал на разных объектах отечественной энергетики — Ново-Дзержинской ТЭЦ, Томь-Усинской и Беловской ГРЭС, Новогорьковской ТЭЦ.

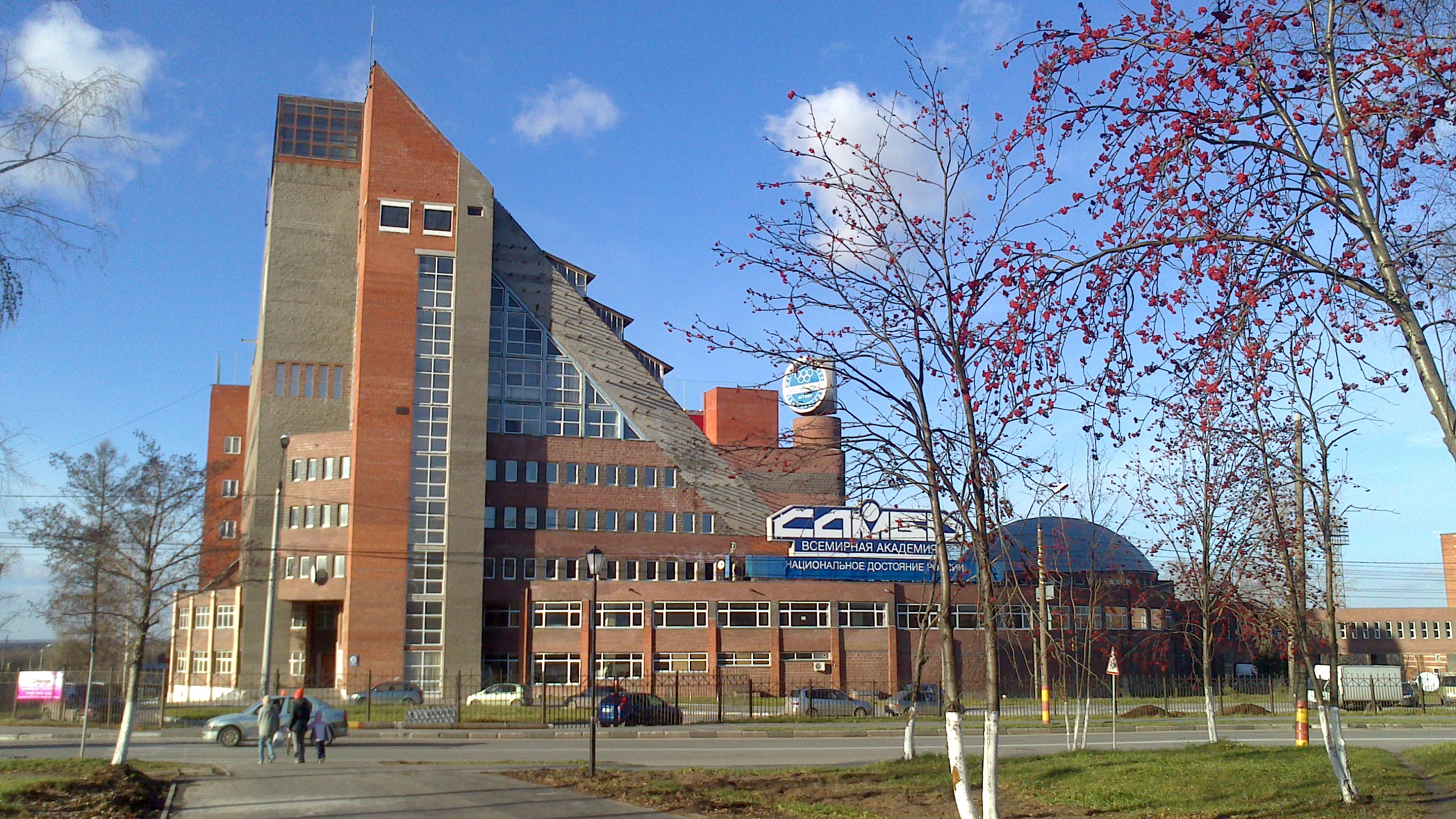
Здание Всемирной Академии самбо в Кстово, созданной по инициативе М. Г. Бурдикова

С 1964 г. жил и работал в г. Кстово Горьковской области. По его инициативе здесь образовалась первая секция по борьбе самбо, этот вид спорта на долгие годы стал визитной карточкой Кстова.
- 1976 г. — под его руководством был построен комплекс спортивной школы.
- 1993 г. — при школе сооружен спортивно-гостиничный комплекс, где проходят сборы и соревнования самого высокого ранга.
- 1993 г. — в Кстове был проведён чемпионат мира по самбо, собравший делегации из 28 стран.
- с 1994 г. — в Кстове ежегодно проводится Кубок мира по борьбе самбо.
- 1994 г. — школа самбо получила статус Всемирной Академии самбо, на её базе ежегодно обучаются студенты по программе высшего образования. В ней готовят тренеров и судей высшей квалификации.

Как тренер он подготовил 6 заслуженных мастеров спорта, 16 мастеров спорта международного класса, 83 мастера спорта СССР (России), ежегодно готовится свыше 250 спортсменов массовых разрядов.
По данным местных СМИ, в последние годы у тренера не сложились отношения с рядом чиновников Нижегородской области якобы из-за земельно-имущественных отношений. Против него были возбуждены три уголовных дела, проведён обыск. Несмотря на жалобы на плохое самочувствие, представители следствия продолжали вызывать пожилого тренера на допросы.

## Награды и звания
- Награждён орденом «Знак Почёта» (1976), в 1998 году ему присвоено звание «Почётный гражданин Нижегородской области».
- Заслуженный тренер СССР, заслуженный работник физической культуры Российской Федерации. Являлся почётным членом любительской международной Федерации самбо.

## Память
- 7 июля 2014 года, в день 50-летия Всемирной Академии самбо в г. Кстово, напротив 1-го корпуса Академии был открыт памятник М. Г. Бурдикову (скульптор Алексей Щитов)[1][2].
- В Кстове проводится ежегодный турнир по самбо памяти Бурдикова[3][4].